# ویلیانز دومینگوئز فرناندز
ویلیانs دومینگوئز فرناندز (به پرتغالی: Willians Domingos Fernandes) هافبک اهل برزیل است که در شهر Praia Grande و در تاریخ ۲۹ ژانویهٔ ۱۹۸۶ به دنیا آمده‌است.
ویلیانs دومینگوئز فرناندز در تیم‌های فوتبال Santo André سابقهٔ حضور دارد.